# دون فان باتن
دون فـان باتن هو إذاعي وسياسي أمريكي، ولد في 19 فبراير 1966 في سبوكين في الولايات المتحدة. نشط حزبياً في الحزب الجمهوري. وقد انتخب عضو مجلس نواب نيوهامبشير ‏.